# Jennifer V. Evans
Jennifer V. Evans (geboren 1970) ist Professorin für moderne europäische Geschichte an der Carleton University in Ottawa, Kanada. Sie ist Mitherausgeberin mehrerer Bücher über gleichgeschlechtliches Begehren im Europa des zwanzigsten Jahrhunderts und forscht zur queeren und trans-Geschichte im Nationalsozialismus und Erinnerungspolitik. Evans ist Mitglied der Akademie der Wissenschaften Royal Society of Canada.

## Leben
Jennifer Evans studierte bis 1993 Geschichte und Russisch an der McGill University in Kanada und 1995 moderne europäische Geschichte (Modern European History) an der Simon Fraser University. Sie promovierte 2001 an der SUNY-Binghamton (State University of New York) und war von 2001 bis 2007 Assistenzprofessorin im Fachbereich Geschichte (Department of History), der Carleton University. Anschließend hatte sie dort von 2007 bis 2016 eine außerordentliche Professur mit Festanstellung inne. Seit 2016 ist Evans Professorin für moderne europäische Geschichte der Carleton University in Ottawa.

## Forschungsschwerpunkte
Jennifer Evans forscht zur queeren und Trans-Geschichte im Nationalsozialismus und Erinnerungspolitik sowie Queerness und Transgeschlechtlichkeit während des Holocaust und danach in der Nachkriegszeit. Dabei richtet sie den Fokus auf die Geschichte der Sexualität, soziale Medien und Erinnerung und deren Wirkung in visuellen Kulturen. Evans beschäftigt sich damit wie die LGBTQ+-Geschichte des Holocaust das Verständnis von Homophobie, Transphobie, Rassismus, Toleranz und Menschenrechten weit über die Zeit des Nationalsozialismus hinaus beeinflussen.
Mit dem Jack and Anita Hess Faculty Seminar 2021, das sie zusammen mit der Historikerin Laurie Marhoefer konzipierte, liegt der Fokus auf der Geschichte von LGBTQ+-Menschen während des Holocausts und auf der anhaltenden Relevanz dieser Geschichte für das Verständnis der Diskriminierung, mit der queere und transsexuelle Menschen heute konfrontiert sind. Das Seminar untersuchte, wie der NS-Staat Männer verfolgt, inhaftiert und in Konzentrationslagern internierte, weil sie gegen § 175 des deutschen Strafgesetzbuches verstoßen haben.
Ihr erstes Buch Life Among the Ruins: Cityscape and Sexuality in Cold War Berlin (2011) zeigt verschiedene Subkulturen Berlins nach dem Zweiten Weltkrieg. Einzelne Artikel und ganze Kapitel behandeln Themen wie gleichgeschlechtliche Sexualität in Deutschland nach 1945. Jennifer Evans ist Mitglied der Akademie der Wissenschaften: Royal Society of Canada.
Evans hat zahlreiche Stipendien des Social Sciences and Humanities Research Council of Canada erhalten, darunter den Insight Grant für ihr Projekt Photography and the Sexual Revolution. Sie nimmt teil an dem Wissenschaftlichen Netzwerk der Deutschen Forschungsgemeinschaft [DFG] „Queere Zeitgeschichten im deutschsprachigen Europa,“ was organisatorisch am Arbeitsbereich Didaktik der Geschichte an der Freien Universität Berlin angesiedelt ist. Wissenschaftlich koordiniert wird es von Benno Gammerl (European University Institute Florence), Martin Lücke (Freie Universität Berlin) und Andrea Rottmann (Freie Universität Berlin).

## Rezensionen
Ulrike Jureit beschreibt in der Historischen Zeitschrift Evans Publikation Ethics of Seeing anhand Werke der Schriftstellerin und Publizistin Susan Sontag: „Sontag betonte stets das Mobilisierungspotential von Fotografien wie auch ihre jeweils zeitgenössische Perspektivität, ohne die sich unsere mediale Wahrnehmung von Welt nicht angemessen analysieren lässt.“ An ihre „Ethics of Seeing“ knüpfen die Herausgeber Jennifer Evans, Paul Betts und Stefan-Ludwig Hoffmann mit ihrem Sammelband über Fotografien zur deutschen Geschichte des 20. Jahrhunderts an und zielen in elf chronologisch geordneten Beiträgen darauf, „to explore the role and centrality of documentary photography as a source of historical knowledge over the course of the last century“. Evans verweist in ihrer Einleitung zu Recht auf die Evidenz, die sich durch Fotografie herstellen lässt, weil im Bild die Geschichtlichkeit vergangener Geschehnisse für einen Moment überwunden zu sein scheint. Betrachten wir historische Aufnahmen, tendieren wir zunächst dazu, der im Bild festgehaltenen Perspektive zu folgen, „a value-laden form of perception and critique that is historically rooted, technologically determined and aesthetically defined“. Die Herausgeber wollen Fotografien daher nicht nur als Aufzeichnungsmedien verstanden wissen, „they also are themselves a record of history making and re-making.“

## Auszeichnungen
- 2015 University Research Achievement Award
- 2016 Royal Society of Canada
- 2018 Visiting Professorship, Fondation Maison de Sciences de L’Homme Paris
- 2019 Social Sciences Humanities Research Council of Canada Insight Grant
- 2020 Social Science Research Council (US) Social Data Initiative Research Fellowship
- 2021 Embassy of the Federal Republic of Germany in Ottawa Fellowship
- 2021 Department of Canadian Heritage, Digital Citizen Grant
- 2023 University Research Achievement Award
- 2023 Konrad Adenauer Preis, Humboldt-Stiftung

## Veröffentlichungen (Auswahl)
Monografien
- Life among the Ruins Cityscape and Sexuality in Cold War Berlin. Palgrave Macmillan UK 2011, ISBN 978-0-230-31665-2.
- The Queer Art of History: Queer Kinship after Fascism. Duke University Press 2023, ISBN 978-1-4780-1711-0.

Herausgeberschaften
- mit Florian Mildenberger, Rüdiger Lautmann, Jakob Pastötter: Was ist Homosexualität? Forschungsgeschichte, gesellschaftliche Entwicklungen und Perspektiven. Männerschwarm 2014, ISBN 978-3-86300-175-9.
- mit Matt Cook: Queer Cities, Queer Cultures Europe since 1945. Bloomsbury Academic 2014, ISBN 978-1-4411-5930-4.
- mit Paul Betts, and Stefan-Ludwig Hoffmann: The Ethics Of Seeing Photography and Twentieth-Century German History. Berghahn publications 2018, ISBN  978-1-78533-728-4.

Beiträge
- It Shouldn’t Be a Dirty Little Secret. A Feminist Makes the Case for Porn. The Good Men Project 2011
- Introduction: Why German Queer History?. In: Queering German History. special issue, German History 34, no. 3 (September 2016) S. 371–384
- Sound, Listening and the Queer Art of History. in: Rethinking History Nr.: 22. Issue 1 2018, S. 25–43
- mit Elissa Mailänder: Cross-dressing, Male Intimacy and the Violence of Transgression in Third Reich Photography. in: German History. Volume 39, Issue 1 2021, S. 54–77
- Turning Points in the History of Gender and Sexuality. in: Karen Hagemann, Donna Harsch, and Friederike Brühöfener: Gendering Post 1945 German History. Berghahn publications 2019, ISBN  978-1-78920-191-8.
- Entangled Gender Relations and Sexuality in the Historiography on the Two Post-1945 Germanys in: Karen Hageman, Friederieke Bruehoefener, Donna Harsch: Gendering Post-1945 German History: Entanglements. Berghahn Press 2019, ISBN  978-1-78920-191-8.

Interviews
- Got That Sexual Feeling The Charlatan, Dezember 2009
- Why Canada Should Protect Gender Identity. Globe and Mail, Dezember 2010
- Reel Sex Film Fest Launches at Carleton. Xtra, 2011